# Bakith család
A Bakith vagy Bakics család (Laki nemes és báró) rácországi (trákiai) nemes törzsből származott és onnan került Magyarországra.

## Története
A család történetéről 1522-ből való az első adat. II. Lajos király idején a rácországban táborozó Tomori seregéhez csatlakozva, és a török iga elől menekülve a családból hat testvér jött át Magyarország területére: Bakics Pál és Péter, Kelemen, Manó, Demeter és Mihály nevű testvérei.
Vitézségük elismeréseképpen II. Lajos király magyar nemessé tette őket, és Somogy megyében Lak nevű 
birtokot adományozta nekik.
1526-ban Pál Héderváry Ferenc szigetközi és más, (többek között Kocs községben is) birtokait is megnyerte Ráró várával II. Lajos királytól, mikor Héderváry Ferenc Nándorfehérvár feladása miatt árulásba esett.
Bakith Kelemen Török Bálint hadnagya volt. 1527-ben Fekete János ölte meg.
Bakith Péter a szombathelyi várat tartotta kezében.
A hat Bakith testvér közül csak Péter és Pál gyermekei ismertek.
1565-ből ismert még Bakics Mátyás is, aki Krupa várát védte hősiesen Szokolics Musztafa bosnyákországi basa ellen; de lőszere elfogyott, és a segítségére hívott Auersperg késett, a török a várat elfoglalta, és az őrséget Bakith Mátyással  
együtt kardélre hányatta.
Bakics Péter 1715-ben szerémi, 1723-ban pedig bosnyák püspök volt.
Bakics Antal 1727-ben (Laki) előnévvel élt, s nyitrai kanonok volt.

## A Bakith család ismertebb tagjai
- Bakith Pál
- Bakith Péter